# Paso del Sapo
Paso del Sapo è un comune dell'Argentina situato nel dipartimento di Languiñeo, in provincia di Chubut.